# Gjøvik Olympiske Fjellhall
Gjøvik Olympiske Fjellhall blev bygget til at huse de ishockeykampe, der skulle afholdes på Gjøvik under Vinter-OL 1994. Hallen bruges i øjeblikket til ishockey, håndbold, koncerter og andre begivenheder. Hallen blev åbnet i 1993, som den 29. ishal i Norge. Det er hjemmebanen for ishockeyholdet Gjøvik Hockey og har en publikumskapacitet på 6000, hvoraf 980 står. Hallen blev bygget i forbindelse med en allerede eksisterende swimmingpool, som også er placeret inde i bjerget. Om vinteren 2008 blev der bygget to nye klatrevægge, hvilket gør dette til et af landets bedste klatringcentre.
Ud over at Gjøvik Hockey spiller deres hjemmekampe her, er der flere klubber, der har spillet træningskampe her. Internationale kampe er ofte blevet spillet i Gjøvik Olympiske Fjellhall, men også GET-ligaen - kampe for klubber uden for byen. Spektrum Flyers spillede tre af deres hjemmekampe i sæsonen 1994/1995, Storhamar Hockey og Furuset IK har også spillet deres hjemmekampe i Gjøvik Olympic Mountain Hall. Vålerenga Ishockey har spillet nogle af sine hjemmekampe siden 2017 mod Storhamar Hockey her, hvilket resulterede i et godt publikumstal og indkomst for klubben. Manglerud/Star som hjemmehold mod Storhamar er også blevet spillet her i efteråret 2018.
60°47′36″N 10°41′04″Ø / 60.7932°N 10.6844°Ø